# Piet Dickentman
Pieter Casper Johan Dikkentman, connu comme Piet Dickentman, né le 4 janvier 1879 à Amsterdam et mort le 7 octobre 1950 dans la même ville, est un coureur cycliste néerlandais. Il a eu une longue carrière couronnée de succès de 1885 à 1928. Il remporte trois médailles aux championnats du monde de demi-fond, en 1901, 1903 et 1905, dont une médaille d'or en 1903, ainsi que cinq médailles européennes (en 1900, 1901, 1903, 1904 et 1907).

## Biographie

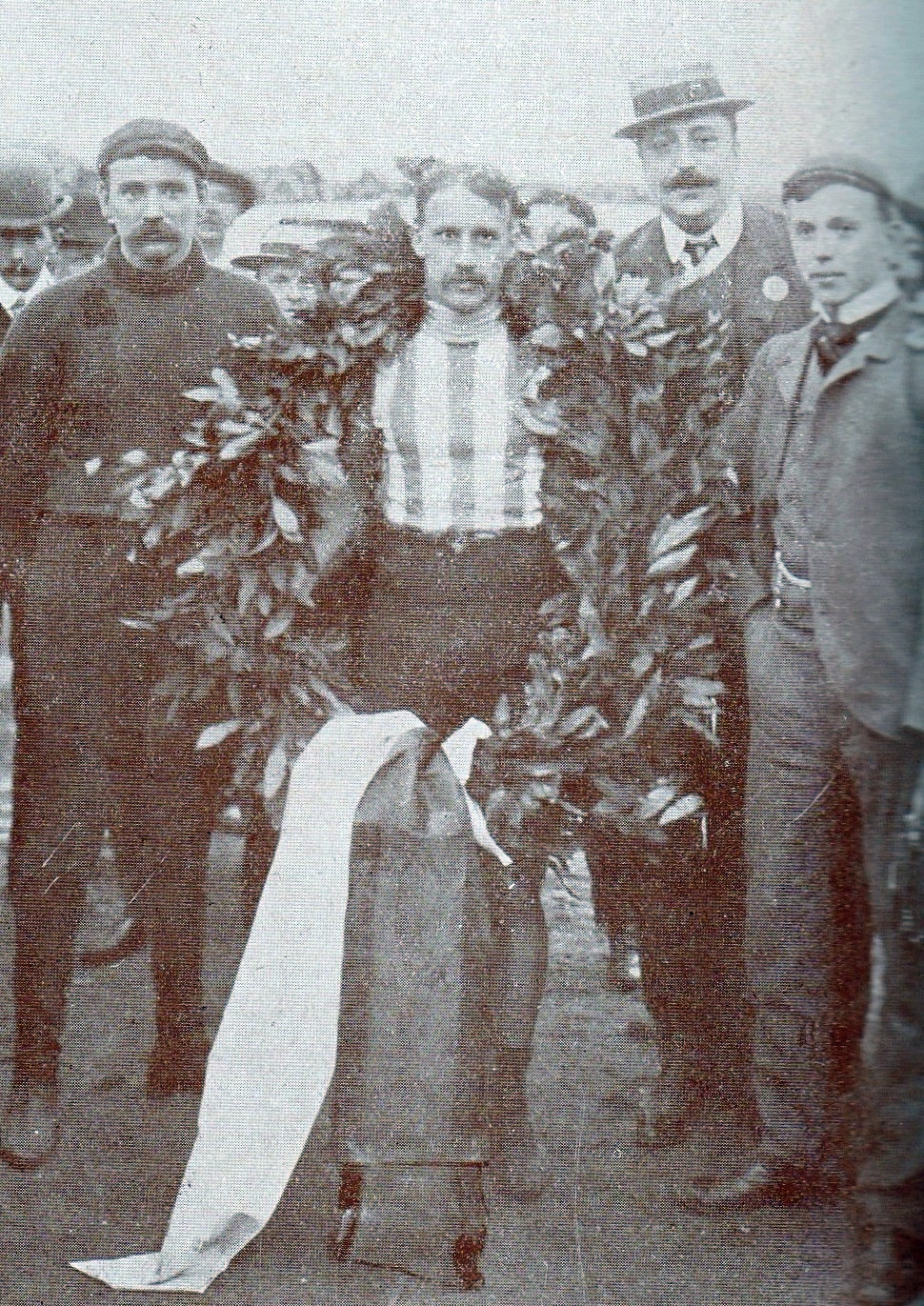
Champion du monde de demi-fond professionnel au vélodrome d'Ordrup de Copenhague en 1903.

Il est né à Amsterdam, fils de Pieter Casper Dikkentman, un menuisier, et de Sophia Diederica Boekstal. Après avoir terminé ses études, il suit une formation d'ingénieur en mécanique. Il commence la compétition cycliste à l'âge de 16 ans et se spécialise dans le sprint. Il est remarqué par Jan Mulder, qui en fait un membre de son " Mulder-Quint ", un tandem piloté par une équipe de cinq cyclistes qui remporte le championnat du monde sur piste à Vienne en septembre 1898 et établit en 1899 un nouveau record du monde (500 mètres en 28,6 secondes) en 1899.
En octobre 1900, Dickentman devient champion d'Europe sur 100 km à Breslau et s'impose comme l'un des concurrents les plus sérieux de la star allemande Thaddäus Robl, avec qui il fera de nombreux match. Cette rivalité le rend célèbre en Allemagne où il s'installe.
En 1901, il établit le record du monde de l'heure à 65,621 km à Friedenau et le record des deux heures à 133, 390 km en 1902 au même endroit.
Avec Robl, il se rend en Australie en 1902 pour participer à des courses cyclistes, s'attendant à gagner beaucoup d'argent mais les coûts sont élevés et les bénéfices sont faibles.
En 1903, Dickentman devient champion du monde de demi-fond à Copenhague.
La saison 1904 est particulièrement difficile pour lui, il a une longue convalescence après avoir été touché par un entraineur à Berlin.
En 1910, il remporte l'Oberweltmeisterschaft (Super championnat du monde) sur le vélodrome de Steglitz, un championnat du monde non officiel organisé par l'Allemagne qui ne participe pas aux championnats du monde 1910 pour protester contre de prétendues mauvaises décisions. Dès lors, Dickentman est appelé Herr Oberweltmeister (Monsieur super champion du monde) par la presse allemande.
Avec ces succès, Dickentman, qui est son propre manager, devient riche, mais s'impose une discipline stricte en matière de nutrition, d'horaire quotidien et d'entraînement. Il suit également toutes les évolutions techniques dans la conception des bicyclettes et des motos d'entrainement. Cependant, sa carrière décline à la fin des années 1900 en raison de l'absence d'un bon entraineur, et il prend finalement sa retraite sportive en 1913.
En 1918, Dickentman ouvre un magasin de vélos à Amsterdam. Il ne supporte pas la retraite et retourne au cyclisme dans les années 1920 et termine deuxième en 1921 et troisième du championnat national en 1923 et 1924.

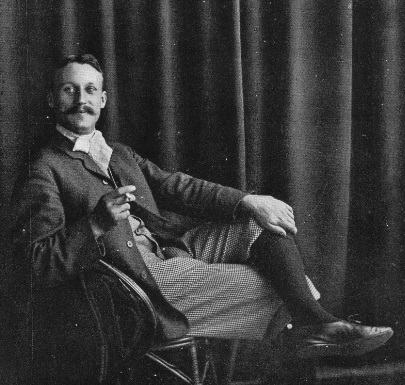
Piet Dickentman, 1930

En 1927, il remporte une course à Amsterdam avec un temps record. Il prend sa retraite du cyclisme après une course à Szczecin, en Pologne, le 28 octobre 1928, âgé de 49 ans. Il continue à courir en tant qu'entraineur, mais sans grand succès. À la fin de sa vie, il dirige un magasin de vélos à Amsterdam, où il meurt en 1950.

## Vie privée
Dikkentman a concouru partout dans le monde, y compris au Japon et en Australie. Le 27 février 1908, il épouse Lilian Brasker, une australienne. Le couple a eu une fille, Edna Victoria (née en 1909 à South Yarra, Victoria ) et divorce le 11 juillet 1917.
Le 14 mars 1918, il se remarie avec Emilie Agnes Minna Zöphel, une allemande. Ils eurent un fils et trois filles.

## Palmarès sur piste

### Championnats du monde
- Berlin 1901
  -  Médaillé d'argent du demi-fond professionnels[8].
- Copenhague 1903
  -  Champion du monde de demi-fond professionnel[9]
- Anvers  1905
  -  Médaillé de bronze du demi-fond professionnels

### Championnats d'Europe
- 1900
  -  Champion d'Europe de demi-fond
- 1901
  - 2e Championnat d'Europe de demi-fond
- 1903
  - 3e Championnat d'Europe de demi-fond
- 1904
  - 3e Championnat d'Europe de demi-fond
- 1907
  - 2e Championnat d'Europe de demi-fond

### Championnat des Pays-Bas
- 1915 (3e), 1921 (2e)[10], 1922 (3e) et 1923 (3e).

### Autres résultats notables
- Courses professionnelles des Jeux olympiques de Paris 1900[11]
  - 2e du 50 km
- Roue d'Or de Berlin (1902, 1903, 1904, et 1906)
- Oberweltmeisterschaft 1910[4].
- Grand Prix de Dresde 1923 (100 km)[1].